# Ірландець (фільм, 2011)
«Ірландець» (англ. Kill the Irishman) — американський біографічний кримінальний фільм 2011 року режисера Джонатана Генслея з Реєм Стівенсоном, Вінсентом Д'Онофріо, Крістофером Вокеном і Велом Кілмером у головних ролях. Сценарій написаний Джонатаном Генслеєм і Джеремі Волтерсом, він заснований на житті ірландсько-американського гангстера Денні Ґріна, за основу була взята книга Ріка Порелло «Вбити ірландця: Війна, яка скалічила мафію».
Виробництво фільму почалося в 2009 році, а зйомки відбувалися не в Клівленді, а в Детройті та його околицях, оскільки бюджет фільму був невеликий, а штат Мічіган запропонував значні податкові пільги. Крім того, на думку команди Клівленд змінився з 70-х років в кращу сторону, тож зйомки там потребували додаткових декорацій.
Фільм розповідає про злет і падіння Денні Гріна, який починав кар'єру вантажником у доках Клівленда, поки його не обрали тимчасовим президентом Міжнародної асоціації вантажників у 1961 році. У 1964 році він був засуджений за розтрату 11 500 доларів коштів профспілки. Після засудження Грін піднявся через злочинний світ у Клівленді та вів війну з мафією за контроль над містом. Після багатьох невдалих замахів на життя Гріна, він був убитий 6 жовтня 1977 року найманим вбивцею Реєм Феррітто. Смерть Гріна зрештою призвела до розпаду Клівлендської мафії.
«Ірландець» вийшов у прокат у Сполучених Штатах 11 березня 2011 року, а прем'єра відбулася в кінотеатрі Landmark Sunshine у Нью-Йорку. Більшість акторів, зокрема Стівенсон та Д'Онофріо, а також племінниця Шондора Бірнса, були присутні на прем'єрі Після виходу на екрани фільм отримав неоднозначні відгуки, деякі рецензенти критикували гадану схожість із фільмом Мартіна Скорсезе «Славні хлопці». «Ірландець» зібрав у прокаті 1 188 194 долари. Бюджет виробництва складав 12 мільйонів доларів.

## Сюжет
У 1960 році Денні Грін разом з друзями дитинства Біллі МакКомбером і Артом Снепергером працюють вантажниками в доках Клівленда. Азартні ігри Снепергера залишають його у величезних боргах перед ватажком клівлендської мафії Джоном Нарді. В обмін на прощення боргу Снепергера Денні постачає Нарді товари, вкрадені з доків. Коли корумпований профспілковий бос Джеррі Мерке про це дізнається, вимагає скоротити прибутки Денні та посилає свого бойовика Джо Буку вбити його. Денні провокує Бука на кулачний бій і б'є його до втрати свідомості. Він виганяє Мерке зі свого офісу та обирається президентом місцевої профспілки. Він покращує умови праці в доках і починає вести бізнес з Нарді.
Власна корумпованість Денні як президента профспілки розкривається у викривальній статті місцевої газети. Детектив поліції Клівленда Джо Мандіцкі, який виріс разом з Денні в Коллінвуді, заарештовує його. Денні вимагає менших звинувачень в обмін на те, щоб стати інформатором ФБР. Денні перевозить свою нещасну дружину та доньок назад до Коллінвуда, а Нарді влаштовує його на роботу примусовим виконавцем у єврейського лихваря Шондора Бернса. Потім Нарді укладає угоду з капітаном мафії Джеком Лікаволі, щоб Денні змусив міських сміттєвозів приєднатися до профспілки, яку контролює Лікаволі. Команда Денні тероризує сміттєвозів, щоб вони приєдналися до профспілки, але друг Денні Майк Фрато відмовляється. Лікаволі наказує Денні вбити Фрато, але Денні відмовляється, оскільки у Фрато десять дітей. Нарді приватно радить йому, що відмова Фрато не може залишитися безкарною.
Від ФБР Денні дізнається, що Снепергер повернувся до азартних ігор і став інформатором поліції. Снепергеру доручено встановити бомбу з дистанційним керуванням під машину Фрато, але Денні вимикає її. Пізніше розлючений Фрато починає стріляти в Денні в парку. Денні робить один постріл у голову Фрато, вбиваючи його. Денні заарештовують, але відпускають, коли водій Фрато каже Мандіцкі, що Денні діяв у порядку самооборони. Дійшовши межі, багатостраждальна дружина Денні покидає його і забирає їхніх дітей.
Денні хоче відкрити елітний ресторан і лаунж і просить про допомогу Бернса. Ба рнс організовує йому позику на 70 000 доларів у сім'ї Гамбіно, але кур'єр Бернса купує на ці гроші кокаїн і його заарештовують. Бернс і Денні сваряться через те, хто має повернути гроші, і Бернс наймає вбивцю, щоб убити Денні. Денні ледве втікає і вбиває Бернса замінованим автомобілем. Після того, як бос мафії Джон Т. Скаліш помирає, наступником стає Лікаволі через його тісні зв'язки з сім'ями нью-йоркської мафії, він вирішує стягувати з Денні 30 % «вуличного податку» за ведення бізнесу в Клівленді. Денні відмовляється платити, грубо висміює італійське походження Лікаволі та клянеться: «Тепер ірландець у справі сам за себе».
Обурений Лікаволі наказує підірвати будинок Денні, але він і його дівчина виживають. Тоді Лікаволі намагається понизити іншого мафіозі Нарді та забрати його бізнес, але останній об'єднує зусилля з Денні. Поклявшись разом захопити Клівленд, Денні та Нарді починають з організації вбивств кількох людей Лікаволі. Денні вдалося уникнути кількох замахів на його життя, а всього влітку 1976 року в околицях Клівленда сталося 46 вибухів між воюючими бандами. Врешті Лікаволі просить допомоги у боса Дженовезе Ентоні Салерно в Нью-Йорку, щоб він допоміг йому вбити Денні.
Бажаючи жити подалі від Клівленда зі своєю новою нареченою, Денні робить Салерно пропозицію: в обмін на капітуляцію у війні Лікаволі Салерно інвестує в техаське ранчо, яке заснує Денні. Салерно відмовляє Денні та організовує прибуття вбивці Рея Феррітто до Клівленда для виконання замовлення Лікаволі (вбивство Денні Гріна). Феррітто змінює ситуацію на користь мафії Клівленда, і всі найближчі союзники Денні, включаючи Нарді, гинуть. Детектив Мандіцкі пропонує Денні захист, але Денні відмовляється. Ферріто прослуховує телефон дівчини Денні та дізнається, що Денні призначений прийом у стоматолога. Після відвідування дантиста Денні перевіряє свою машину на наявність вибухових пристроїв, але не догадується, що Феррітто підклав бомбу в припарковану машину поруч із ним. Ферріто підриває бомбу, вбиваючи Денні.

## У ролях
| Актор             | Роль                       |
| ----------------- | -------------------------- |
| Рей Стівенсон     | Денні Грін                 |
| Вінсент Д'Онофріо | Джон Нарді                 |
| Вел Кілмер        | детектив Джо Мандіцкі      |
| Крістофер Вокен   | Алекс "Шондор" Бернс       |
| Лінда Карделліні  | Джоан Медіган              |
| Роберт Даві       | Рей Феррітто               |
| Фіоннула Фленаґан | Ґрейс О'Кіф                |
| Боб Ґантон        | Джеррі Бренд               |
| Вінні Джонс       | Кіт Рітсон                 |
| Лора Ремсі        | Еллі О'Хара                |
| Пол Сорвіно       | Тоні "Жирний Тоні" Салерно |
| Майк Старр        | Лео "Ліпс" Моцері          |
| Коді Крістіан     | юний Денні Грін            |

## Зйомки
Через обмежений бюджет деякі ефекти, які можна побачити у фільмі, не вдалося перезняти. Стівенсон сказав, що все «має бути виконане чітко», і що будь-які помилки не можна виправити шляхом повторної зйомки. Наприклад, продюсери не могли дозволити собі зняти фінальну сцену фільму (де Грін гине під час вибуху автомобіля) двічі. Перед зйомками знімальна група та актори повинні були все перевірити на знімальному майданчику. Часу також не вистачило, і Стівенсон сказав, що всі «повинні бути надзвичайно зосередженими».

## Критика
На сайті Rotten Tomatoes рейтинг фільму становить 62 % на основі 50 рецензій із середньою оцінкою 5,6/10. Висновок критиків вебсайту такий: «Ірландець», можливо, не додасть багато нових інгредієнтів до свого переповненого жанру, але великі зусилля добре зібраного акторського складу додають додаткової глибини знайомій історії". На Metacritic фільм отримав середню оцінку 50 зі 100 на основі 15 відгуків, що означає «змішані або середні відгуки». Кілька критиків назвали фільм фальшивою версією фільму Славні хлопці (1990).